# Selva Pisana
Selva Pisana este o arie protejată (arie specială de conservare — SAC, sit de importanță comunitară — SCI, arie de protecție specială avifaunistică — SPA) din Italia întinsă pe o suprafață de 9.657 ha, integral pe uscat.

## Localizare
Centrul sitului Selva Pisana este situat la coordonatele 43°42′37″N 10°18′23″E / 43.710278°N 10.306389°E.

## Înființare
Situl Selva Pisana a fost declarat sit de importanță comunitară în iunie 1995 pentru a proteja 2 specii de plante și 90 de specii de animale. Alte tipuri de protecție:
- arie de protecție specială avifaunistică (în decembrie 1998)[2]
- arie specială de conservare (în mai 2016)[1][3][4]

## Biodiversitate
Situată în ecoregiunea mediteraneană, aria protejată conține 25 de habitate naturale: Dune mobile de-a lungul țărmului cu Ammophila arenaria („dune albe”), Ape stătătoare oligotrofe până la mezotrofe, cu vegetație de Littorelletea uniflorae și/sau de Isoëto-Nanojuncetea, Dune cu tufărișuri sclerofile Cisto-Lavenduletalia, Dune de pe litoral fixate cu Crucianellion maritimae, Pășuni mediteraneene udate de apa mării (Juncetalia maritimi), Lagune de coastă, Dune mobile cu vegetație embrionară, Dune cu vegetație ierboasă Malcolmietalia, Dune împădurite cu Pinus pinea și/sau Pinus pinaster, Râuri mediteraneene cu debit permanent cu specii de Paspalo-Agrostidion și galerii riverane de Salix și de Populus alba, Pajiști umede mediteraneene cu ierburi înalte de Molinio-Holoschoenion, Lacuri eutrofice naturale cu vegetație de tip Magnopotamion sau Hydrocharition, Mlaștini calcaroase cu Cladium mariscus și specii de Caricion davallianae, Dune cu vegetație ierboasă Brachypodietalia cu specii anuale, Tufărișuri halofile mediteraneene și termo-atlantice (Sarcocornetea fruticosi), Păduri mixte riverane de Quercus robur, Ulmus laevis și Ulmus minor, Fraxinus excelsior sau Fraxinus angustifolia, de-a lungul marilor râuri (Ulmenion minoris), Salicornia și alte specii anuale care populează regiunile mlăștinoase și nisipoase, Cursuri de apă de la nivel de câmpie la nivel montan, cu vegetație Ranunculion fluitantis și Callitricho-Batrachion, Galerii de Salix alba și de Populus alba, Ape puternic oligomezotrofe cu vegetație bentonică cu Chara spp., Stepe sărăturate mediteraneene (Limonietalia), Dune de coastă cu Juniperus spp., Păduri de Quercus ilex și Quercus rotundifolia, Păduri aluvionare cu Alnus glutinosa și Fraxinus excelsior (Alno-Padion, Alnion incanae, Salicion albae), Vegetație anuală la limita mareei.
La baza desemnării sitului se află mai multe specii protejate:
- plante (2): Gladiolus palustris, Marsilea quadrifolia
- păsări (75): privighetoare-de-baltă (Acrocephalus melanopogon), pescăruș albastru (Alcedo atthis), rață sulițar (Anas acuta), rață pitică (Anas crecca), rață mare (Anas platyrhynchos), gâscă cenușie (Anser anser), fâsă-de-câmp (Anthus campestris), egretă mare (Ardea alba), stârc roșu (Ardea purpurea), stârc galben (Ardeola ralloides), ciuf de câmp (Asio flammeus), rață roșie (Aythya nyroca), buhai de baltă (Botaurus stellaris), Bubulcus ibis, pasărea ogorului (Burhinus oedicnemus), ciocârlie-cu-degete-scurte (Calandrella brachydactyla), bătăuș (Calidris pugnax), caprimulg (Caprimulgus europaeus), prundăraș de sărătură (Charadrius alexandrinus), chirichița cu obraz alb (Chlidonias hybrida), chirighiță neagră (Chlidonias niger), barză albă (Ciconia ciconia), barză neagră (Ciconia nigra), șerpar (Circaetus gallicus), erete de stuf (Circus aeruginosus), erete vânăt (Circus cyaneus), erete cenușiu (Circus pygargus), Clamator glandarius, acvilă țipătoare (Clanga clanga), porumbel de scorbură (Columba oenas), dumbrăveancă (Coracias garrulus), gușă vânătă (Cyanecula svecica), Dryobates minor, egretă mică (Egretta garzetta), șoim călător (Falco peregrinus), vânturel roșu (Falco tinnunculus), cufundar polar (Gavia arctica), cufundar mic (Gavia stellata), pescăriță râzătoare (Gelochelidon nilotica), ciovlica roșcată (Glareola pratincola), cocor (Grus grus), codalb (Haliaeetus albicilla), piciorong (Himantopus himantopus), pescăriță mare (Hydroprogne caspia), stârc pitic (Ixobrychus minutus), sfrâncioc roșiatic (Lanius collurio), sfrânciocul cu frunte neagră (Lanius minor), sfrâncioc cu cap roșu (Lanius senator), Larus audouinii, pescăruș-cu-cap-negru (Larus melanocephalus), sitar de mal nordic (Limosa lapponica), rață fluierătoare (Mareca penelope), rață pestriță (Mareca strepera), rață catifelată (Melanitta fusca), Numenius arquata arquata, stârc de noapte (Nycticorax nycticorax), ciuf-pitic (Otus scops), viespar (Pernis apivorus), Phoenicopterus ruber, lopătar (Platalea leucorodia), țigănuș (Plegadis falcinellus), ploier auriu (Pluvialis apricaria), cresteț pestriț (Porzana porzana), ciocântors (Recurvirostra avosetta), Spatula clypeata, rață cârâitoare (Spatula querquedula), chiră de baltă (Sterna hirundo), chiră mică (Sternula albifrons), silvie de tufiș (Sylvia undata), călifar alb (Tadorna tadorna), chiră de mare (Thalasseus sandvicensis), fluierar de mlaștină (Tringa glareola), nagâț (Vanellus vanellus), Xenus cinereus, Zapornia parva
- amfibieni (1): Triturus carnifex
- mamifere (6): liliac cârn (Barbastella barbastellus), liliac cu aripi lungi (Miniopterus schreibersii), liliac cu urechi de șoarece (Myotis blythii), liliac cărămiziu (Myotis emarginatus), liliac comun (Myotis myotis), liliacul mare cu potcoavă (Rhinolophus ferrumequinum)
- nevertebrate (4): croitorul mare al stejarului (Cerambyx cerdo), Euplagia quadripunctaria, rădașcă (Lucanus cervus), Vertigo angustior
- pești (3): Alosa fallax, Aphanius fasciatus, Petromyzon marinus
- reptile (1): țestoasa de baltă (Emys orbicularis)

Pe lângă speciile protejate, pe teritoriul sitului au mai fost identificate 12 specii de plante, 1 specie de păsări, 5 specii de amfibieni, 15 specii de mamifere, 13 specii de nevertebrate, 1 specie de pești, 9 specii de reptile.